# Ёртом (село)
Ёртом (коми Йӧртымдін) — село в Удорском районе Республики Коми. Входит в состав городского поселения Благоево.

## География
Село находится на правом берегу реки Вашка, на расстоянии примерно 52 км (по прямой) к северо-западу от села Кослан, административного центра района.

### Часовой пояс
Село Ёртом, как и вся Республика Коми, находится в часовой зоне МСК (московское время). Смещение применяемого времени относительно UTC составляет +3:00.

## История
Впервые упоминается в 1608 году как деревня Ертома. В 1846 году отмечена как Йуртомская. Название связано с рекой Ёртом, чьё устье находится напротив села на другой стороне Мезени. До 2017 года — административный центр упразднённого сельского поселения Ёртом.

## Население
| 2010 |
| ---- |
| 244  |

### Национальный состав
Согласно результатам переписи 2002 года, в национальной структуре населения коми составляли 81 % из 340 чел.